# Schloss Wiepersdorf

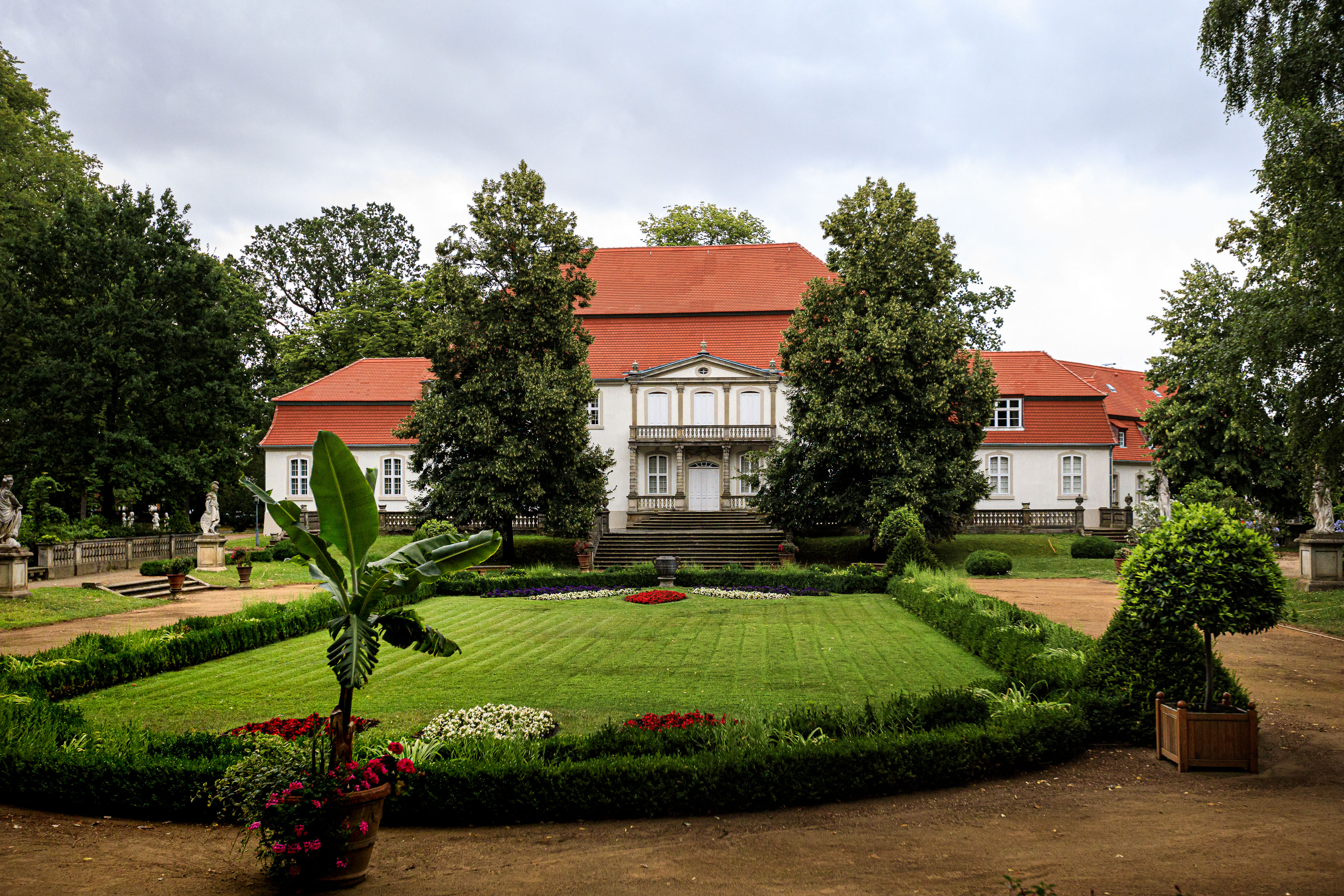
Schloss Wiepersdorf

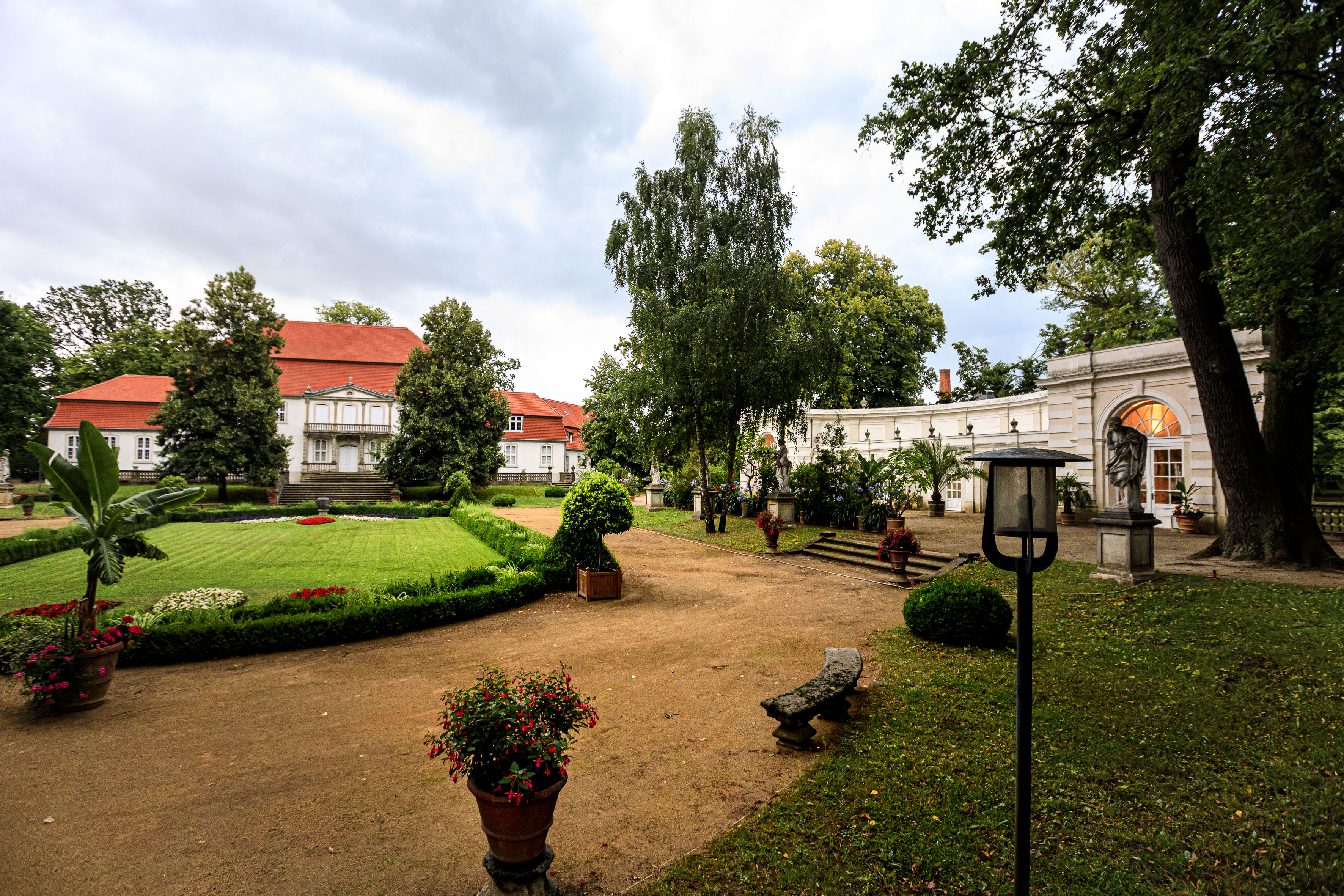
Schloss und Orangerie

Schloss Wiepersdorf steht in Wiepersdorf, Gemeinde Niederer Fläming, südöstlich von Jüterbog (Land Brandenburg).
Das Schloss Wiepersdorf nimmt in der Geschichte der Künste, insbesondere der Literatur, eine besondere Stellung in Deutschland ein. Als ehemaliger Wohnsitz von Achim von Arnim und Bettina von Arnim, dem bedeutenden Dichterpaar der Romantik, hat es eine lange Tradition als Ort des geistigen Austausches. Nach einer wechselvollen Geschichte hat die Deutsche Stiftung Denkmalschutz im Jahr 2006 die Aufgabe übernommen, das Haus mit Unterstützung des Landes Brandenburg und des Bundes dauerhaft als Künstlerhaus zu erhalten. Im Juli 2019 gründete das Land Brandenburg die öffentlich-rechtliche Kulturstiftung Schloss Wiepersdorf.
Die Kulturstiftung Schloss Wiepersdorf ist eine Organisation zur Pflege von Kunst, Kultur und Wissenschaft durch ein interdisziplinäres und internationales Residenzprogramm. Sie vergibt Stipendien an einzelne Künstler und Wissenschaftler sowie an Gruppen aus dem kulturellen und akademischen Bereich. Sie veranstaltet Programme für die breite Öffentlichkeit sowie für Experten. Gleichzeitig erinnert sie mit einem aktuellen Fokus an die Geschichte des Hauses durch Ausstellungen und Programme zur Epoche und Geisteshaltung der Romantik sowie zur deutsch-deutschen Geschichte. Die Kulturstiftung Schloss Wiepersdorf versteht sich als Teil der kulturellen Landschaft Brandenburgs zur Stärkung demokratischer zivilgesellschaftlicher Strukturen durch Debatten, Engagement und Vermittlung. Die Stiftung verfolgt ausschließlich und unmittelbar gemeinnützige Zwecke.

## Entstehung der Gutsanlage

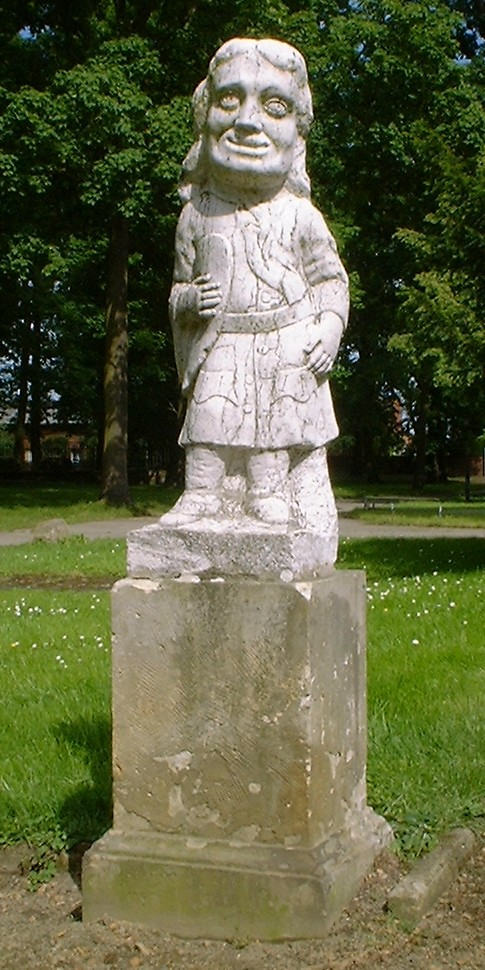
Eine der Callot-Figuren

Anstelle des heutigen Schlosses stand zunächst ein Herrenhaus des Adelsgeschlechts von Leipzig. Ende des 16. Jahrhunderts war Johann Gottfried von Leipzig der Gutsherr, konkret bis 1728. Im Jahr 1734 erwarb der Königlich Preußische Major Gottfried Emanuel von Einsiedel (1690–1745) das Ländchen Bärwalde, wozu auch das Rittergut Wiepersdorf gehörte. Das Herrenhaus wurde vermutlich zwischen 1734 und 1738 ausgebaut, halb massiv, halb aus Holz. Dabei wurden Reste des Vorgängerbaus mit eingebunden, wie beispielsweise an dem als Weinkeller genutzten Raum zu sehen ist. Dort befindet sich ein Kreuzrippengewölbe wie es im 16. Jahrhundert üblich war. 1736 kamen zwei schrägstehende Flügelbauten hinzu, die aber noch nicht mit dem Haupthaus verbunden waren. Als General bei König Friedrich II. von Preußen in Ungnade gefallen, starb Einsiedel 1745 in Potsdam und wurde in der Gruft, die sich unter dem Westteil der Wiepersdorfer Kirche befindet, beigesetzt. Diese hatte der General zusammen mit einer Patronatsloge an die Kirche anbauen lassen. Seine Tochter Sofia Dorothea zahlte ihre Miterben aus und übernahm die sieben Dörfer des Ländchens. Sie verpachtete das Gut in Bärwalde und bewirtschafte fortan das Gut Wiepersdorf. Sie war in zweiter Ehe mit dem Freiherrn von Grotthus verheiratet. Im Jahr 1778 trennten sich die beiden und Sofia Dorotha entschied sich für den Verkauf des Ländchens.

## Familie von Arnim
Der Königlich-Preußische Kammerherr und Diplomat Joachim Erdmann von Arnim (1741–1804) kaufte am 10. Februar 1780 für 98.000 Taler das Ländchen Bärwalde mit Wiepersdorf und weiteren Rittergütern. Da er selbst die Kaufsumme nicht aufbringen konnte, half ihm seine Schwiegermutter K(C)aroline von Labes, Tochter des Berliner Bankiers Gottfried Adolph Daum. Mit dem Kauf unterstützte Karoline ihre Tochter Amalie Caroline, die seit 1777 mit Joachim Erdmann von Arnim verheiratet war. Dieser ließ am Herrenhaus bauliche Veränderungen vornehmen und verband es durch Turmgebäude mit den Seitenflügeln. Dadurch entstand eine geschwungene Baugruppe.
Am 26. Januar 1781 wurde das zweite Kind, der spätere Dichter Ludwig Achim von Arnim, in Berlin geboren. Im Februar starb seine Mutter im frühen Alter von 20 Jahren an den Folgen der Geburt. Achim und sein Bruder Carl Otto wuchsen bei der Großmutter mütterlicherseits Caroline von Labes in Berlin und in Zernikow auf. Nach dem Tod des Vaters 1804 wurden beide Brüder Erben des Ländchens. Sie konnten die mittlerweile angefallenen Schulden jedoch nicht durch einen Verkauf des Ländchens begleichen, da Karoline von Labes in ihrem Testament das Gut als Familienfideikommiss ausgewiesen hatte.
Achim von Arnim heiratete 1811 Bettina Brentano (1785–1859), die Schwester seines Freundes und Dichterkollegen Clemens Brentano. 1814 zogen beide auf das Gut Wiepersdorf. Achim verlagerte den Wirtschaftshof, der sich vor dem Schloss befand, auf die Südseite und ließ ihn dort größer aufbauen.
Während Bettina nach drei Jahren mit den Kindern wieder nach Berlin zog, blieb Ludwig Achim sein Leben lang als Gutsherr und Dichter in Wiepersdorf. Von gegenseitigen Besuchen abgesehen, lebten beide getrennt voneinander. Dieser räumlichen Trennung folgte ein umfangreicher Briefwechsel, der eine wichtige Quelle in der Arnim- und Romantikforschung darstellt, außerdem kulturgeschichtliche Ereignisse und dörfliches Leben zu Beginn des 19. Jahrhunderts aufzeichnet.
Nach dem Tod von Ludwig Achim (am  21. Januar 1831 in Wiepersdorf) übernahm der ältere Bruder Carl Otto das Gut, verpachtete es aber. Zurück blieben die sieben Kinder, von denen der Älteste, Freimund, im Jahr 1844/1845 Schloß Wiepersdorf und die Bewirtschaftung der Güter kurz vor seiner Hochzeit mit Anna von Baumbach wieder übernahm. 1848 wurde der erste Enkel des Dichterpaares, der spätere Maler Achim von Arnim-Bärwalde, geboren, der nach einigen Jahren die Güter übernahm und wiederum umfangreiche Veränderungen an Haus und Garten vornehmen ließ. So entstand 1877 am nördlichen Teil des Hauses auf den Resten des abgerissenen Nordflügels ein geräumiges Atelier. Es ist der größte Raum des Hauses, mit hoher Decke, die er nebst Türen kunstvoll ausgemalt hat. Später ließ er den Balkon und die halbrund ausschwingende Terrasse anbauen. Die breite Freitreppe mit massiver Balustrade und Vasen endet in einem abgesenkten Gartenparterre mit Mittelbeet. Südlich des Gartenparterres entstand 1888/1889 die Orangerie. Sandsteinfiguren, Statuen aus der griechisch-römischen Sagenwelt und große Vasen, die der Maler von seinen Italienreisen mitbrachte, verleihen dem Park ein heiteres südliches Flair. Vor dem großen Atelierfenster stehen im Halbkreis aufgestellt fünf groteske Zwergenfiguren, deren Herkunft nicht überliefert ist. Am westlichen Teil des Gartenparterres schloss sich ein Landschaftsgarten an. Haus und Park stehen heute unter Denkmalschutz.
Da Achim kinderlos blieb, setzte er seinen Neffen Erwin Kühnemund als Erben ein. Er übernahm jedoch das Gut in Zernikow, das er ebenfalls nach dem Aussterben der Labesschen Linie erhalten hatte. Das Gut Wiepersdorf wurde hingegen im Jahr 1891 von seinem jüngeren Bruder, Annois Wilm übernommen, der 1928 bei einem Unfall starb. Einer seiner Brüder, Ottmar von Arnim, beging im Jahr 1929 eine Fehlinvestition, die zu einem drohenden Bankrott hätte führen können. Um die Schulden zu begleichen, versteigerte er einen Teil des Nachlasses von Achim und Bettina von Arnim. Mit dem Erlös konnte er sein Blankenseer Gut in der Uckermark retten. Ein Teil des Nachlasses gilt jedoch als verschollen, ein anderer Teil wurde vom Freien Deutschen Hochstift gerettet und in den Familienbesitz zurückgeführt.

## Zugehörige Besitztümer und ausgewählte Bauten auf dem Gelände
Das damalige Rittergut Wiepersdorf umfasste um 1880 nach dem amtlich publizierten Generaladressbuch der Rittergutsbesitzer für Brandenburg 644 ha, davon 290 ha Waldbesitz. Dazu gehörte Rittergut Weißen mit 225 ha, Herbersdorf mit Meinsdorf 241 ha sowie Bärwalde mit 242 ha. In Bärwalde und Wiepersdorf wurden noch Brennereien betrieben. Die einzelnen Besitzgrößen blieben über die nächsten Jahrzehnte stabil. Die wirtschaftlichen Situationen waren konstant, auch wenn die Besitzerfamilie teils einen anderen Hauptwohnsitz hatte, zu jener Zeit Alt-Kölpin bei Gerswalde.
Die ehemals kleine Kirche, die sich im nördlichen Teil des vorderen Schlossparks befindet, wurde 1894/1895 ebenfalls nach den Plänen des Malers Achim von Arnim-Bärwalde umgebaut und erhielt ihr heutiges Aussehen. Auch die Gestaltung des Familienfriedhofs an der Kirche wurde nach seinen Plänen ausgeführt. Dort ruhen das Dichterehepaar und einige ihrer Nachfahren. Heute ist die Kirche eine Gemeindekirche und kann an den Wochenenden im Sommerhalbjahr, an Festtagen auf dem Gelände der Kulturstiftung oder bei Führungen besichtigt werden. Im Sommer gibt es regelmäßig auch Ausstellungen in der Kirche.

## Zeit des Nationalsozialismus
Kurz vor der großen Wirtschaftskrise 1929/1930 beinhaltete das für die Herrschaft Bärwalde vormals gegründete Familienfideikommiss in der Gesamtheit bestehend aus Wiepersdorf mit 792 ha, Rittergut Herbersdorf mit 119 ha, Bärwalde 248 ha und Weißen 227 ha. Den Bereich Wiepersdorf leitete Verwalter Wilhelm von der Mülbe. Den Bereich Bärwalde führte der Administrator Harald Niederberger. Administratoren wurden zumeist direkt von den landwirtschaftlichen Kreditgebern, hier die Ritterschaftsbank, später Märkische Landschaft genannt, zur Einhaltung verschiedener Maßnahmen vorgeschrieben.
Bis 1945 blieben Schloss und Gut im Besitz der Familie von Arnim. Friedmund von Arnim (1899–1946), Urenkel des Dichterpaares, der sich um eine große Familie und die verschuldeten Gutsbetriebe von Zernikow und Wiepersdorf zu kümmern hatte, und seine Frau Clara von Arnim geb. von Hagens, als Mutter von sechs Kindern mit der Führung des großen Gutshaushalts voll ausgelastet, konnten sich allerdings kaum um die Pflege des literarischen Nachlasses kümmern. Sie lebten vorwiegend in Zernikow. Viel war damals ohnehin nicht zu erreichen, da die offizielle Germanistik vollständig von den Nationalsozialisten beherrscht wurde. Friedmund von Arnim sorgte jedoch dafür, dass sein Schwager Walther Encke, der wegen seines Widerstands gegen den umstrittenen Regierungsantritt von Papens in Preußen am 20. Juli 1932 seinen Posten als Polizeimajor in Berlin verloren hatte und nach der Machtergreifung der Nazis zusätzlich gefährdet war, eine erste Bestandsaufnahme vornahm.
In Schloss Wiepersdorf, wo Friedmunds Mutter Agnes von Arnim geb. von Baumbach wohnte, fanden u. a. der von den Nazis als „entarteter Künstler“ verfemte Maler Fritz Kuhr und der als „Halbjude“ eingestufte Germanist Werner Milch ein Refugium. Werner Milch konnte dort die Arbeit an seinem Buch Die junge Bettine beginnen, das nach seinem Tod von Peter Küpper vollendet wurde.
Friedmund von Arnim und seine ältere Schwester Bettina Encke von Arnim trugen mit ihrer Handlungsweise, die mit dem literarischen Nachlass nicht unmittelbar zu tun hatte, aber ganz dem Denken ihrer Urgroßmutter Bettina entsprach, dazu bei, dass nach dem Krieg Schloss Wiepersdorf und die darin enthaltenen Schätze vor völliger Zerstörung und Vernichtung bewahrt werden konnten: Sie gewährten einem Kommunisten jüdischer Herkunft, nämlich Iwan Katz, ehemaliger Reichstagsabgeordneter der KPD und Freund Walther Enckes, Unterschlupf. Friedmund von Arnim hielt ihn zunächst auf seinen Gütern versteckt, während des Krieges verbarg ihn Bettina Encke von Arnim in ihrer Wohnung in Berlin. Iwan Katz überlebte so die Naziherrschaft und wurde nach dem Ende des Zweiten Weltkrieges Mitglied des Berliner Magistrats. Ihren Lebensunterhalt bestritten sie vornehmlich mit der Landwirtschaft. Friedmund wies dabei, so Hiltrud und Carsten Preuß in Die Guts- und Herrenhäuser im Landkreis Teltow-Fläming, eine „Innvolationslust“ auf und schaffte neben einer elektrischen Saatreinigungsmaschine, ein Körnergebläse und eine Häckselmaschine an. Neben Speisekartoffeln wurde Gerste und Hafer produziert und auf den Wochenmärkten in Dahme/Mark und Jüterbog verkauft. Sowohl das Gut in Bärwalde wie auch in Wiepersdorf waren dabei Anbaustationen für Roggen, der von Ferdinand von Lochow aus Petkus zur Weltmarktreife gezüchtet worden war.

## Nachkriegs- und DDR-Zeit
Nach dem Ende des Zweiten Weltkriegs, 1945 wurde das Schloss für kurze Zeit sowjetische Kommandantur und Unterkunft für Kriegsflüchtlinge. Dabei gingen durch Plünderung bereits zahlreiche Einrichtungsgegenstände und Bücher der wertvollen Bibliothek verloren. Als sich abzeichnete, dass im Ergebnis der Bodenreform Umsiedler in Schloss Wiepersdorf einziehen würden, drohte dem Anwesen weitere Plünderung und Verwahrlosung.  Bettina Encke von Arnim gelang es mit Unterstützung von Iwan Katz, zu dieser Zeit als Dezernent und Leiter der Abteilung Planungen beim Magistrat der Stadt Berlin tätig, sowie Vertretern der Provinzialverwaltung Brandenburg und der Deutschen Zentralverwaltung für Volksbildung, das verwahrloste und vom Abriss bedrohte Schloss zu retten und als einen Ort des kultur- und literaturgeschichtlichen Wertes zu bewahren. Vergeblich bemühte sich das Gut in Petkus, Wiepersdorf weiterhin als Anbaustation für Roggen aufrechtzuerhalten, während die Familie zunächst sechs Hektar weiter bewirtschaften durfte.
Die Provinzialverwaltung Brandenburg, die Deutsche Zentralverwaltung für Volksbildung, der Kulturbund zur demokratischen Erneuerung Deutschlands und der Schutzverband Deutscher Autoren errichteten 1946 die Deutsche Dichterstiftung e. V. mit dem Zweck „Dichtern und Schriftstellern, deren künstlerische Leistung eine Förderung verdient, auf vorübergehende Zeit eine Stätte zu ungestörter und sorgenfreier Arbeit zu bieten sowie verdienten Dichtern und Schriftstellern sowie deren Hinterbliebenen im Sinne der früheren Schillerstiftung und der Notgemeinschaft des Deutschen Schrifttums durch laufende oder einmalige Unterstützungen zu helfen, insbesondere dem jungen und werdenden, um Aufstieg ringenden Nachwuchs Beistand zu leisten.“ Mit Schloss Wiepersdorf hatte man für diesen kulturellen Anspruch einen passenden Ort gefunden.
Nach der Überholung der Räume und Veränderungen für die neue Bestimmung, dazu gehörten auch der Einbau notwendiger Sanitäreinrichtungen, wurden im Herbst 1947 die ersten Gäste eingeladen.
Dies alles erlebte Bettina Encke von Arnim nicht mehr in Wiepersdorf. Nachdem sie zwischenzeitlich in Luckenwalde vom NKWD inhaftiert war, verließ sie mit ihrer Mutter und ihren Schwestern im September 1947 endgültig Wiepersdorf und zog zu ihren Verwandten nach Westdeutschland. Sie kam damit dem Befehl Nr. 60/80 der Sowjetischen Militär-Administration (SMAD) zuvor, alle enteigneten Gutsbesitzer aus den Gemeinden auszuweisen, da diese versuchten, die Bodenreform zu unterwandern, um eine Aufteilung der Güter und landwirtschaftlichen Flächen an Klein- und Neubauern zu verhindern. Sie lebte als Malerin bis zu ihrem Tode (1971) in Überlingen am Bodensee.
Nach der politisch motivierten Verhaftung des geschäftsführenden Direktors Werner Schendell im Jahr 1950 wurde Edith Rost, Frau des holländischen Schriftsteller Nico Rost, als Treuhänderin in Wiepersdorf eingesetzt. Ihr Mann bekam den Auftrag, sich um die doch sehr in Mitleidenschaft gezogene Arnim-Bibliothek und die Handschriften zu kümmern. Diese Bibliothek übergab er 1951 an die Akademie der Künste Berlin; sie befindet sich heute in der Herzogin-Anna-Amalia-Bibliothek, die Handschriften im Goethe- und Schiller-Archiv, beides in Weimar. In Wiepersdorf wurde eine neue kleine Handbibliothek eingerichtet, auf der die heutige Bibliothek aufgebaut ist.
Schloss Wiepersdorf wurde 1948 als Eigentum des Volkes ins Grundbuch eingetragen, Haus und Bibliothek wurden unter Denkmalschutz gestellt.
Immer wieder erfolgten Baumaßnahmen, um die Arbeits- und Lebenssituationen im Künstlerheim zu verbessern. Die längste und umfangreichste Baumaßnahme jedoch, die unter Leitung des Instituts für Denkmalpflege der DDR stattfand, dauerte von 1974 bis 1980. Die Grundlage hierfür bildeten die Beschlüsse der VIII. und IX. Parteitag der SED, die eine Verbesserung des „materiellen und kulturellen Lebensniveaus aller Werktätigen“ zur Folge haben sollten.
Am 10. Mai 1980, dem Tag des Buches in der DDR, eröffnete der damalige Minister für Kultur, Hans-Joachim Hoffmann, das umgebaute Schloss. Es stand nun den Mitgliedern der fünf Künstlerverbände zur Verfügung und trug den Namen „Arbeits- und Erholungsstätte für Schriftsteller und Künstler Bettina von Arnim“, nachdem es zuvor bereits „Schloß Wiepersdorf, Arbeitsstätte für Geistesschaffende“, dann „Erholungsstätte der Intelligenz – Wiepersdorf“ und ab dem 180. Geburtstag Bettina von Arnims im Jahr 1965 den Namen „Bettina-von-Arnim-Heim, Arbeits- und Erholungsstätte für Kulturschaffende“ hieß. Es befand sich in der Rechtsträgerschaft des Ministeriums für Kultur der DDR und ab 1979 des Kulturfonds der DDR.
In Schloss Wiepersdorf verbrachten zahlreiche Schriftsteller und Künstler wie Anna Seghers, Christa Wolf, Alfred Kantorowicz, Arnold Zweig, Max Zimmering, Volker Braun, Ernst Busch, Erich Schmitt, Maxi Wander, Steffie Spira, Jutta Wachowiak, Eva-Maria Hagen, Christa Kożik, Thomas Rosenlöcher, Klaus Gysi, Kurt Masur, Herbert Sandberg, Friedrich Dieckmann, Annerose Schmidt und Rolf Hoppe z. T. wiederholt einige Arbeitswochen.

## Nach dem Zusammenbruch der DDR
Nach der Wende und friedlichen Revolution in der DDR im Herbst 1989 war die Zukunft des Hauses vorerst unklar. Künstler kamen nur vereinzelt, und das Haus wurde als Hotel geführt. Um Schloss Wiepersdorf mit seiner literarischen Tradition der Öffentlichkeit zu erhalten, gründete Clara von Arnim, die Frau des letzten Eigentümers vor 1945, Friedmund von Arnim, in Zusammenarbeit mit dem Goethe Haus Frankfurt und mit Unterstützung des Landes Brandenburg den Freundeskreis Schloss Wiepersdorf – Erinnerungsstätte Achim und Bettina von Arnim e. V. (eingetragen im Vereinsregister Frankfurt/Main; seit 2014: Freundeskreis Schloss Wiepersdorf – Bettina und Achim von Arnim-Museum e. V.). Erste Vorsitzende des am 3. Oktober 1991 gegründeten gemeinnützigen Vereins war Clara von Arnim, gefolgt vom Leiter der Brentano-Abteilung am Goethe-Haus, Hartwig Schultz. 2013 wurde Botschafter a. D. Norbert Baas zu seinem Nachfolger gewählt. Bundespräsident Rau überreichte Clara von Arnim 1999 die Maecenas-Ehrung des Arbeitskreises selbständiger Kulturinstitute e. V. und würdigte ihr Engagement für die öffentliche kulturelle Nutzung von Schloss Wiepersdorf. Der Freundeskreis richtete im Schloss das Bettina und Achim von Arnim – Museum ein.
Die 1990 gegründete Stiftung Kulturfonds, die aus dem Kulturfonds der DDR hervorgegangen war, wurde Rechtsträger des Hauses und nach kurzer Sanierung wurde dieses am 7. August 1992 als Künstlerhaus Schloss Wiepersdorf neu eröffnet. Künstler aus allen Kunstbereichen und aus den verschiedenen Ländern lebten und arbeiteten hier im Haus. Sie erhielten von verschiedenen Stipendiengebern, u. a. von der Stiftung Kulturfonds, mehrmonatige Aufenthaltsstipendien.
1998 kündigte der Freistaat Sachsen einseitig den bei Gründung der Stiftung Kulturfonds geschlossenen Staatsvertrag unter Mitnahme des in diesem Vertrag allen beteiligten Ländern zugeschriebenen Anteils am Stiftungsvermögen. Zum Ende des Jahres 2004 folgten diesem Beispiel die Länder Sachsen-Anhalt und Thüringen. Infolge des damit verbundenen Kapitalverlustes musste die Stiftung Kulturfonds in die Liquidation gehen. Eine Rettung des Künstlerhauses durch eine Übernahme in die Zuständigkeit des Bundes gelang nicht, nachdem durch ein Veto Bayerns im Zuge der Debatte um die Föderalismusreform keine Fusion der Kulturstiftung der Länder mit der Kulturstiftung des Bundes zustande kam. Zum Ende des Jahres 2004 wurde allen Beschäftigten gekündigt, und die Stipendiaten mussten bis Mitte Dezember 2004 das Schloss verlassen. Die Zukunft der Immobilie Schloss Wiepersdorf war zu dieser Zeit ungeklärt.
Auch nach der sogenannten Wende verbrachten zahlreiche Schriftsteller, Musiker und Künstler Arbeitsaufenthalte in Schloss Wiepersdorf, z. B. 1999 die belarussische Schriftstellerin Swetlana Alexandrowna Alexijewitsch, die 2015 mit dem Nobelpreis für Literatur ausgezeichnet wurde. Im Jahr 2000 bewohnte der belarussische Schriftsteller Wassil Bykau das Schloss Wiepersdorf, 1996 Manfred Wolter. Im Frühjahr 2022 fand Wiktor Jerofejew mit seiner Familie Unterschlupf nachdem er aus Russland geflüchtet war.

## Entwicklung seit den späten 1990er Jahren
Am 1. Juli 2006 wurde die Arbeit im Künstlerhaus wieder aufgenommen. Neuer Träger wurde die Deutsche Stiftung Denkmalschutz. Mehr als zwölf Jahre lang förderte, sanierte und pflegte die Deutsche Stiftung Denkmalschutz mit großem Engagement das Denkmalensemble in Wiepersdorf. Darüber hinaus war die Deutsche Stiftung Denkmalschutz während dieser Zeit auch für den Betrieb des Künstlerhauses verantwortlich.
Im Juli 2019 gründete das Land Brandenburg die öffentlich-rechtliche Kulturstiftung Schloss Wiepersdorf. Die Kulturstiftung erhält vom Land Brandenburg jährliche Zuwendungen. Zweck der Stiftung ist der Betrieb des Künstlerhauses Schloss Wiepersdorf zur Förderung von Stipendiatinnen und Stipendiaten sowie die Pflege von Kunst, Kultur und Wissenschaft. Die Kulturstiftung hat die Aufgabe, die kulturelle Tradition von Schloss Wiepersdorf als Künstlerhaus und historischen Ort der Epoche der Romantik zu bewahren und fortzuführen. Dazu gewährt sie insbesondere Künstlerinnen und Künstlern Arbeits- und Aufenthaltsstipendien verbunden mit der Möglichkeit zu interdisziplinärem, überregionalem und internationalem Austausch.

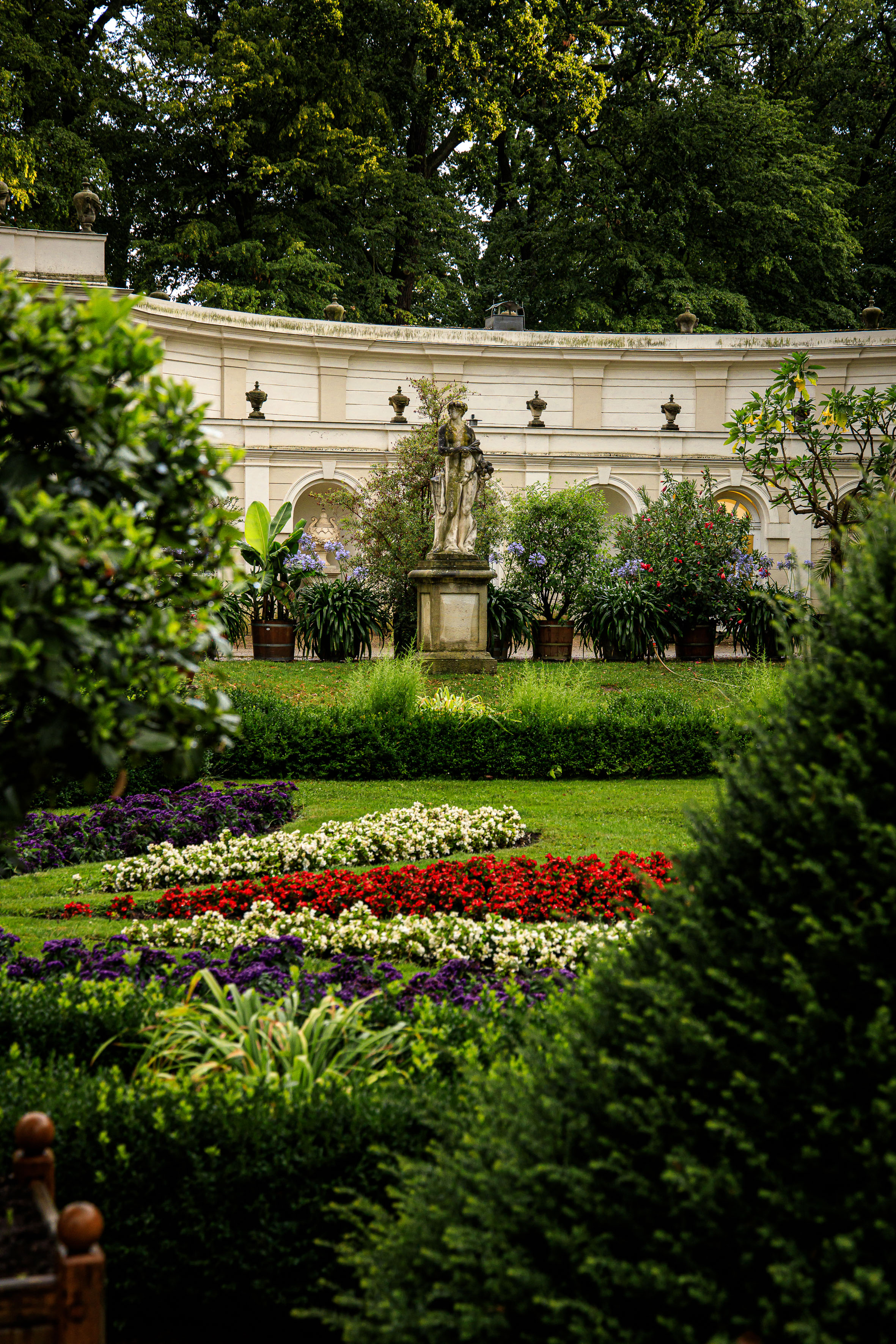
Orangerie und Schlosspark

## Sehenswürdigkeiten
- Museum Schloss Wiepersdorf
- Familienfriedhof derer von Arnim an der Kirche
- Park und Orangerie
- Digitaler Rundgang über das Gelände Kosmos Wiepersdorf (ab Frühjahr 2022)
- Callot-Figuren

Nördlich des Schlosses stehen noch fünf der ursprünglich sechs Callot-Figuren, benannt nach Jacques Callot, der 1616 am Hof Cosimos II. in den Stichen „Varie figure gobbi“ zwergenhaft verfremdete Figuren dargestellt hatte. Die Herkunft der Wiepersdorfer Zwerge ist nicht belegt.

## Literarische Verarbeitung
- 1948 verbrachte die Autorin Ruth Hoffmann einige Frühlings- und Sommermonate in Wiepersdorf. Ihr Buch Der Zwillingsweg, das im März 1954 erschien, beschreibt ihren Aufenthalt, was sie im Haus und um es herum vorfand, und sie vergleicht die Landschaft und Vegetation mit der ihrer schlesischen Heimat.
- Aus dem Jahr 1957 stammen die Liebesbriefe aus Wiepersdorf von Peter Nell (1907–1957), die 1958 im Volksverlag Weimar mit einem Vorwort von Anna Seghers und Illustrationen von Max Schwimmer erschienen.
- Im Wiepersdorf-Zyklus,[12] der während einer Arbeitswoche im „volkseigenen Schloß“ entstand, zeichnet Sarah Kirsch ein Miniaturbild ihres persönlichen Lebensgefühls und der politischen Situation in der DDR der 1970er Jahre.[13] Rahmensituation ist der Aufenthalt einer Schriftstellerin in dem „ehrwürdige[n] schöne[n] Haus [m]it dem zwiefachen Dach“. Sie schätzt „das liebe freie Land“ als Gegensatz zur Enge im „Hochhaus in der verletzenden viereckigen Gegend“ und entwirft Impressionen der Wiepersdorfer Szenerie: „Die schönen Fenster im Malsaal“, „außen maifrischer Park“ mit den „lächeln[den]“ „Steinbilder[n]“ und reflektiert in Anspielung auf Bettina von Arnims Briefe an Friedrich Wilhelm IV: „Bettina! Hier hast du mit sieben Kindern gesessen […] ich sollte mal an den König schreiben“. Für die Dichterin war ihr Rückzugsort umgeben von einer „Bannmeile schöne[n] frische[n] Wald[es]“, die sie „um [sich] gelegt“ hat. Aber im Lichtwechsel des Tages änderte sich die Atmosphäre („Abends mal ich den Teufel noch schwärzer“), wurde sie sich des begrenzten Spiels als „Herrin der Bilder und Meubeln“ im Irrgarten („Hier trink ich das Tränklein Vergessen“) und ihrer Probleme in der Außenwelt bewusst: „Hab ich nur mich, einen winzigen Knaben und die sich mehrende Anzahl der Jahre und hin und wieder schön schwimmendes Wolkengetier“. Ihre private und die politische Situation fasst sie in einem Vergleich zusammen: „Bettina, es ist alles beim alten. Immer sind wir allein, wenn wir den Königen schreiben, denen des Herzens und jenen des Staates“.
- In seiner 1997 erstmals erschienenen Erzählung Die Wiepersdorfer Ankunft schildert Alban Nikolai Herbst auf humoristische und teils derbe Weise den Aufenthalt eines Schriftstellers im Schloss. Herbst selbst hatte sich 1995 als Stipendiat in Wiepersdorf aufgehalten.[14]